# Telly Tjanggulung
Telly Tjanggulung (1 tháng 6 năm 1973 – 5 tháng 1 năm 2021) là một chính khách Indonesia, từng là Nhiếp chính của Đông Nam Minahasa từ năm 2008 đến năm 2013. Bà là vợ của Elly Engelbert Lasut Nhiếp chính của Quần đảo Talaud (2004–2012, và từ năm 2020). Con gái của bà, Hillary Brigitta Lasut là thành viên trẻ nhất của Quốc hội phục vụ kể từ năm 2019.
Bà được đề cử trở thành ứng cử viên tranh cử trong cuộc bầu cử thị trưởng của Manado năm 2020, nhưng thất bại.
Bà qua đời vào ngày 5 tháng 1 năm 2021. Bà được chôn cất tại nghĩa trang Koha, Minahasa vào ngày 8 tháng 1 năm 2021. Atrium của văn phòng của nhiếp chính của Đông Nam Minahasa được đặt theo tên của bà.